# Jurij Vega
Pour les articles homonymes, voir Vega (homonymie).
Le baron Jurij Bartolomej Vega (on rencontre également Veha ; latin : Georgius Bartholomaei Vecha ; allemand : Georg Freiherr von Vega) est un mathématicien, physicien et officier d'artillerie slovène né le 23 mars 1754 à Zagorica (en) près de Dolsko (en) en Slovénie et mort le 26 septembre 1802 à Nussdorf près de Vienne en Autriche.

## Biographie

### Enfance
Né dans une famille de fermiers dans le petit village de Zagorica (en) à l'est de Laibach en duché de Carniole, Vega a six ans quand son père Jernej Veha décède. Vega commence son éducation à Moravče avant d'aller au lycée pour six années (1767-1773) à Ljubljana, où il étude le latin, le grec, la religion, l'allemand, l'histoire, la géographie, les sciences, et les mathématiques. À cette époque, il y a près de 500 étudiants sur place. Il est le condisciple de Anton Tomaž Linhart (en), écrivain et historien slovène.
Vega achève ses études au lycée à 19 ans, en 1773. Il devient ensuite officier de navigation. Tentamen philosophicum, une liste de questions de son examen d'entrée, est conservé et disponible à la Mathematical Library de Ljubljana. Les problèmes portent sur la logique, l'algèbre, la métaphysique, la géométrie, la trigonométrie, la géodésie, la stéréométrie, la géométrie des courbes, la balistique et plusieurs domaines de la physique.

### Service militaire
Vega quitte Ljubljana cinq ans après son diplôme et entre pour son service militaire en 1780 en tant que professeur de mathématiques à l'école d'Artillerie de Vienne. À cette époque il commence à signer son nom Vega à la place de Veha. Vega se marie à 33 ans avec Josefa Svoboda (Jožefa Swoboda) (1771-1800), issue de la noblesse tchèque de České Budějovice alors qu'elle est âgée de 16 ans.
Vega participe à plusieurs guerres. En 1788 il sert sous les ordres du feld-maréchal impérial autrichien Ernst Gideon von Laudon (1717-1790) dans une campagne contre les Turcs à Belgrade. Il commande plusieurs batteries de mortier qui ont contribué considérablement à la chute de la forteresse de Belgrade. Entre 1793 et 1797 il combat les Révolutionnaires français sous le commandement du général autrichien Dagobert Sigmund von Wurmser (1724-1797) avec la coalition européenne du côté autrichien. Il combat à Fort-Louis, Mannheim, Mayence, Wiesbaden, Kehl et Dietz. En 1795 il dispose de deux mortiers de 30 livres (14 kilogrammes), avec base à trous coniques et une charge plus grande, pour une portée de tir jusqu'à 3 000 mètres (3 300 yards). Les vieux mortiers de 60 livres (27 kg) avaient une portée de seulement 1 800 m (2 000 yd).
En septembre 1802 Vega est porté disparu. Après quelques jours de recherche son corps est retrouvé. Le rapport de police conclut à un accident. Néanmoins, la vraie cause de sa mort reste un mystère, mais on pense qu'il est mort le 26 septembre 1802 à Nußdorf (en) sur le Danube, près de Vienne. Il existe une théorie plausible à propos de sa mort : il aimait les chevaux, et apparemment il en a trouvé un magnifique possédé par un meunier. Quand il est allé en négocier le prix, le meunier, voyant ses insignes militaires et de baron, s'intéressa de près à l'argent qu'il transportait avec lui et l'assassina ; un des outils de Vega, son compas, a été retrouvé dans le moulin un an plus tard et portait les initiales "J V".[citation nécessaire]

## Travaux mathématiques

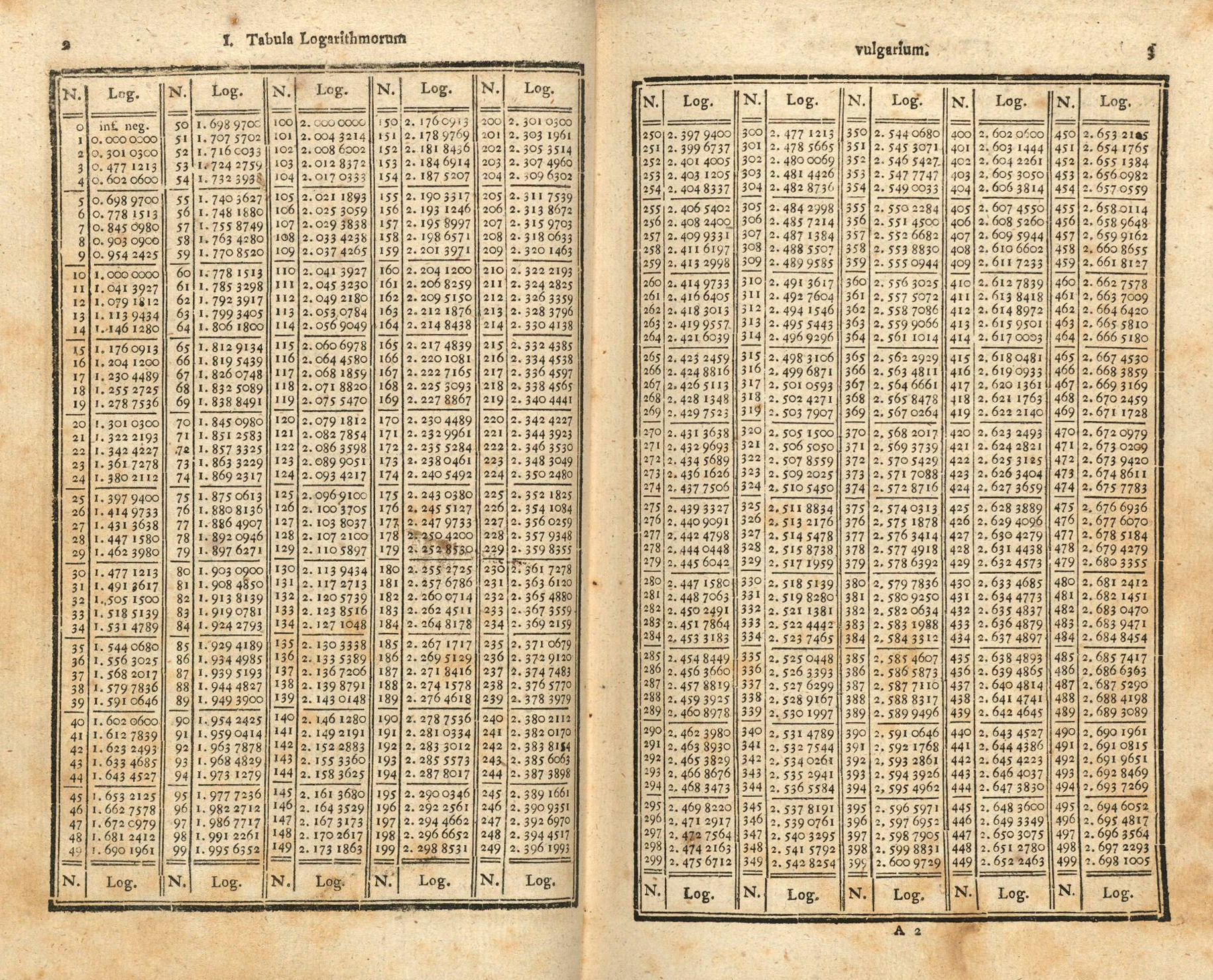
Tabula logarithmorum vulgarium, 1797.

Vega publie une série de recueils de tables de logarithmes. Le premier apparaît en 1783. Bien plus tard, en 1797 il est suivi d'un second volume contenant une collection de formules utiles pour l'intégration et d'autres sujets. Son Manuel, à l'origine publié en 1793, est plus tard traduit en plusieurs langues et apparaît dans plus de 100 éditions. Son œuvre majeure est le Thesaurus Logarithmorum Completus (Trésor de tous les logarithmes) qui est publié pour la première fois en 1794 à Leipzig. Cette table est en fait basée sur les tables de Adriaan Vlacq, mais il y a corrigé un grand nombre d'erreurs et a ajouté les logarithmes de fonctions trigonométriques pour des petits angles. Un ingénieur, Franc Allmer, honorable sénateur de l'université technique de Graz, a trouvé les tables logarithmes de Vega avec 10 décimales au musée de Carl Friedrich Gauss à Göttingen. Gauss utilisait ce travail fréquemment et il y a inscrit plusieurs calculs. Gauss a également trouvé quelques erreurs dans les calculs de Vega parmi le plus d'un million nombres qu'il contient. Une copie du Thesaurus de Vega appartenant à la collection privée du mathématicien et pionnier du calcul automatisé Charles Babbage (1791-1871) est conservée à l'observatoire royal d'Édimbourg.
Sur plusieurs années Vega a écrit un ouvrage en quatre tomes Vorlesungen über die Mathematik (Exposés de mathématique). Le volume I paraît en 1782 alors qu'il est âgé de 28 ans, le volume II en 1784, le III en 1788 et le IV en 1800. Son ouvrage contient aussi des tables intéressantes : par exemple, dans le volume II, on peut trouver des expressions des lignes trigonométriques pour les premiers multiples de 3 degrés, écrites sous une forme facile à utiliser.
Vega a écrit au moins six articles scientifiques. Le 20 août 1789, Vega détient un record mondial en calculant pi avec 140 décimales, dont les 126 premières étaient correctes. Il propose ce calcul à l'Académie des sciences de Russie à Saint-Pétersbourg dans le livret V. razprava [cinquième discussion], où il a trouvé avec sa méthode de calcul une erreur à la 113e décimale de l'estimation de Thomas Fantet de Lagny (1660-1734) datant de 1719 et comportant 127 décimales. Vega a détenu ce record 52 ans jusqu'en 1841 et sa méthode est encore mentionnée aujourd'hui. Son article n'a été publié par l'Académie que six ans plus tard, en 1795.
En 1789, Vega a amélioré la formule de John Machin de 1706 :
{\displaystyle {\pi  \over 4}=4\arctan \left({1 \over 5}\right)-\arctan \left({1 \over 239}\right)}
avec sa formule, qui est équivalente à celle d'Euler de 1755 :
{\displaystyle {\pi  \over 4}=5\arctan \left({1 \over 7}\right)+2\arctan \left({3 \over 79}\right)},
et qui converge plus vite que la formule de Machin. Il a vérifié son résultat avec la formule de Hutton similaire :
{\displaystyle {\pi  \over 4}=2\arctan \left({1 \over 3}\right)+\arctan \left({1 \over 7}\right).}
Il n'a développé le second terme le la série qu'une fois.
Bien qu'il ait travaillé aussi en balistique, physique et astronomie, ses contributions majeures concernent les mathématiques de la seconde moitié du XVIIIe siècle.
En 1781, Vega essaie de faire avancer ses idées sur l'utilisation des unités du système métrique décimal auprès de la monarchie autrichienne des Habsbourg mais son idée n'est pas acceptée ; le système ne sera introduit que plus tard, sous le règne de l'empereur François-Joseph Ier d'Autriche en 1871.
Vega est membre de l'Académie des sciences appliquées de Mayence, la Société Physique et Mathématique d'Erfurt, la Bohemian Scientific Society à Prague et l'Académie prussienne des sciences à Berlin. Il est aussi membre associé de la British Scientific Society à Göttingen.
Il est récompensé de l'ordre de Marie-Thérèse d'Autriche le 11 mai 1796. En 1800, Vega obtient un titre de baron héréditaire incluant le droit d'avoir ses propres armoiries.